# Cromwell (Oklahoma)
Cromwell – miasto w Stanach Zjednoczonych, w stanie Oklahoma, w hrabstwie Seminole.